# Panzer-Division Jüterbog
Die Panzer-Division Jüterbog war ein Großverband des Heeres der deutschen Wehrmacht im Zweiten Weltkrieg.

## Geschichte

### Aufstellung
Die Panzer-Division Jüterbog wurde am 28. Februar 1945 auf dem Truppenübungsplatz Jüterbog südlich von Berlin als Alarm-Kampfgruppe der Wehrkreise III und IV aufgestellt. Das Personal stammte aus zerschlagenen Truppenteilen der Heeresgruppe Mitte, aufgefüllt durch Alarm-Verbände und Truppenschulen. Die Division erreichte nur Brigadestärke.

### Verlegung nach Bautzen
Die Einheit wurde in Richtung Bautzen in Marsch gesetzt.

### Auflösung
Am 5. März 1945 wurde die Division aufgelöst. 

### Verwendung der Teileinheiten der Division
Die bereits fertig aufgestellten Teilelemente der Division wurden in die Neuaufstellung der 16. Panzer-Division übernommen.

## Gliederung
- Stab
- Panzer-Abteilung Jüterbog (Stab, 2 Kp.)
- Panzergrenadier-Regiment Jüterbog (Stab, I. und II. Btl., Pionier- und Flak-Kompanie)
- Panzeraufklärungs-Kompanie Jüterbog
- Panzerjäger-Kompanie Jüterbog
- Panzerpionier-Kompanie Jüterbog
- Panzernachrichten-Kompanie Jüterbog[1]